# Bounty Bay
Die Bounty Bay ist eine Meeresbucht im Pazifik bei Pitcairn, der einzigen bewohnten Insel der Pitcairninseln.
Die Bucht wurde nach dem noch heute dort zu findenden Schiffswrack der Bounty, dem bekannten Schiff der Meuterei auf der Bounty, benannt. Nachdem sie auf Grund gesetzt worden war, wurde die Bounty am 23. Januar 1790 angezündet, woraufhin sie an Ort und Stelle sank.
In der Bucht befindet sich mit The Landing der wichtigste Schiffsanleger der Insel. Ein Ausweichanleger wurde Anfang 2017 in Tedside, auf der anderen Inselseite, fertiggestellt.

## Galerie

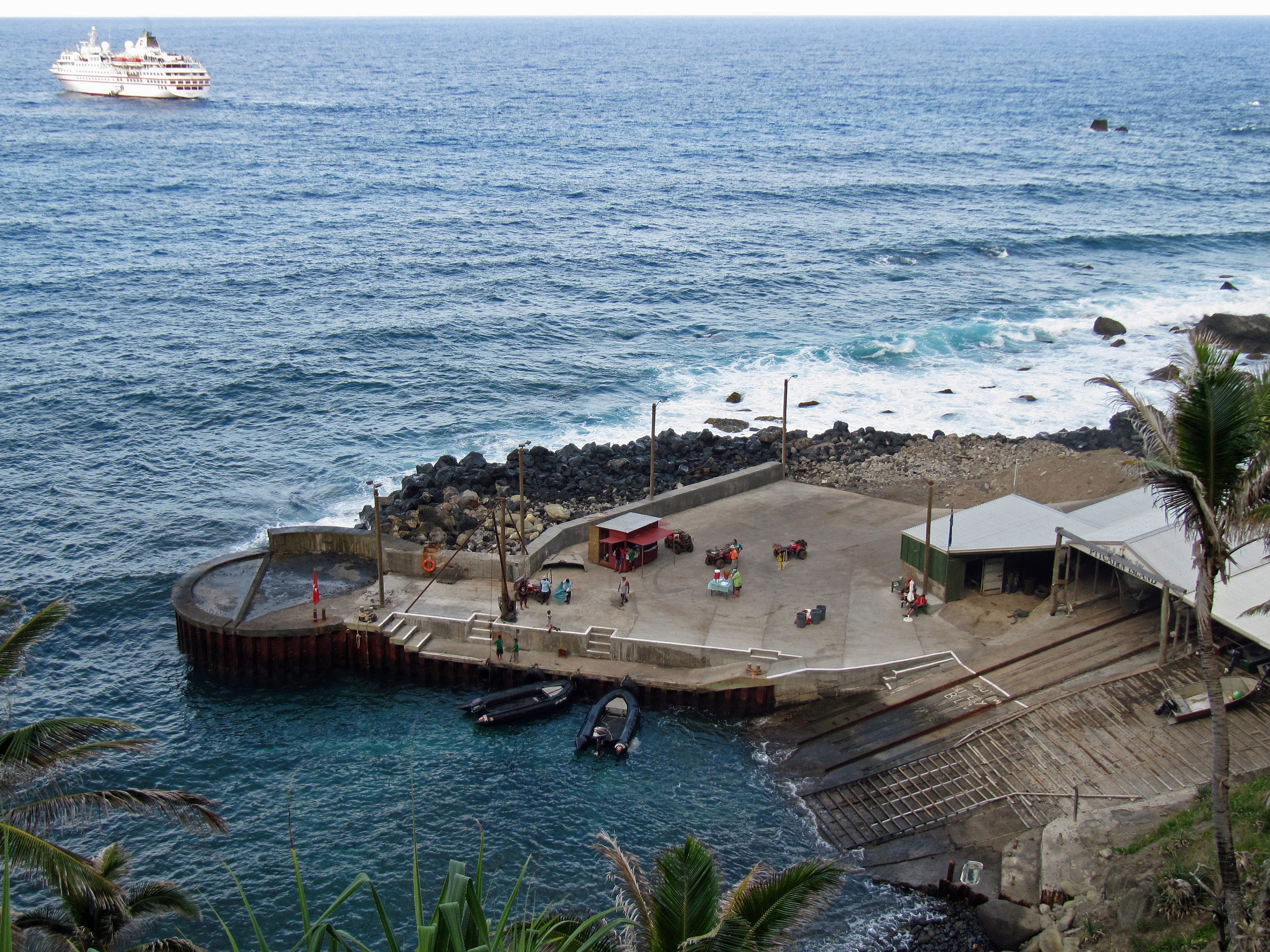
The Landing
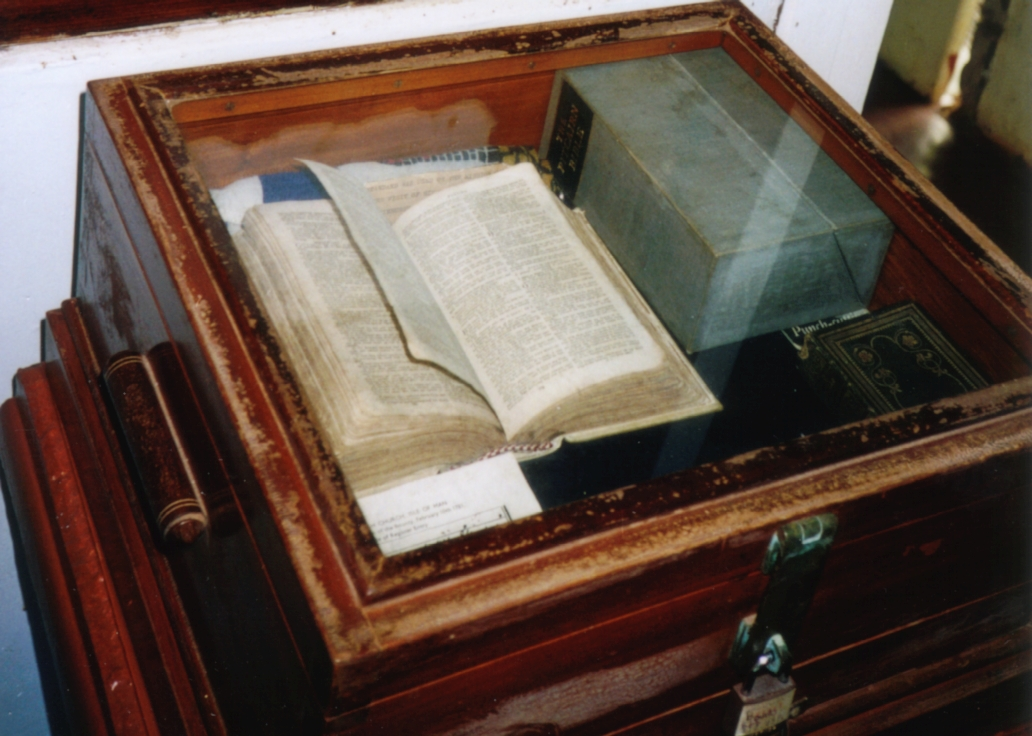
Die „Bounty-Bibel“